# Molnár László (labdarúgó, 1960)
Molnár László (Diószeg, 1960. szeptember 12. –) szlovák  válogatott labdarúgó, kapus, majd edző.

## Sikerei, díjai

### Játékosként
MFK Košice:
- UEFA-bajnokok ligája csoportkör: 1997-98

## Mérkőzései a csehszlovák válogatottban
| #  | Dátum             | Ellenfél | Eredmény | Kiírás       | Esemény |
| -- | ----------------- | -------- | -------- | ------------ | ------- |
| 1. | 1993. október 27. | Ciprus   | 3 – 0    | Vb-selejtező |         |